# Ennearthron mohrii
Ennearthron mohrii is een keversoort uit de familie houtzwamkevers (Ciidae). De wetenschappelijke naam van de soort werd in 1954 gepubliceerd door Mutsuo Miyatake.